# Landhaus Lutzmann
Das Landhaus Lutzmann, auch Villa Wilhelmsruhe, liegt im Stadtteil Niederlößnitz der sächsischen Stadt Radebeul, in der Lindenaustraße 3. Es ist einer der auf eigene Kosten der Architekten Schilling & Graebner im Jahr 1906 errichteten Leitbauten in der Villenkolonie Altfriedstein, dessen Entwurf dem Dresdner Architekten Oskar Menzel zugewiesen ist.

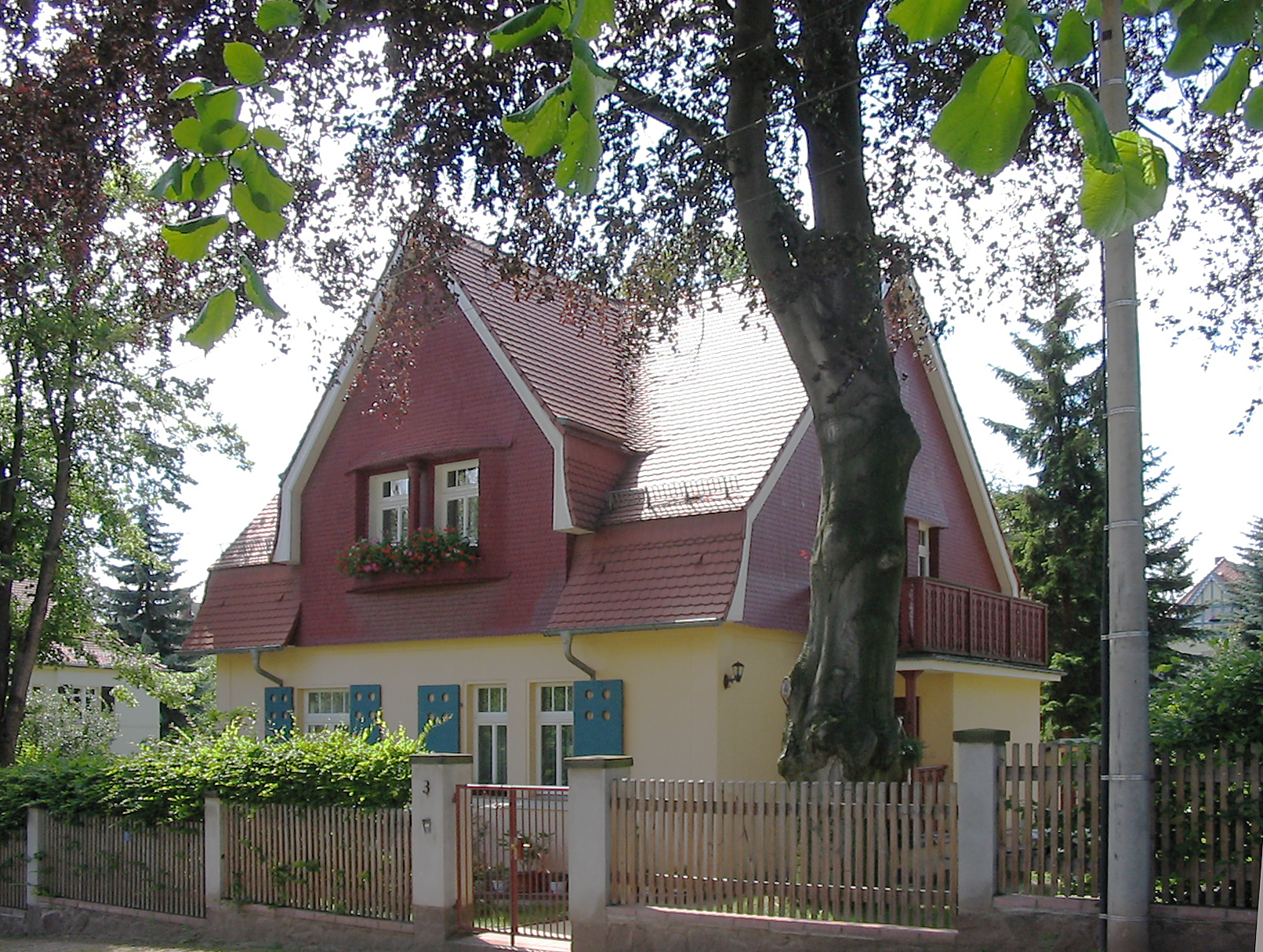
Landhaus Lutzmann, Traufansicht

Der namensgebende Privatus Friedrich Wilhelm Lutzmann, ein emeritierter Oberlehrer, erwarb das Landhaus noch im Jahr der Errichtung und gab ihm selbst nach seinem Vornamen den Häusernamen Villa Wilhelmsruhe.

## Beschreibung

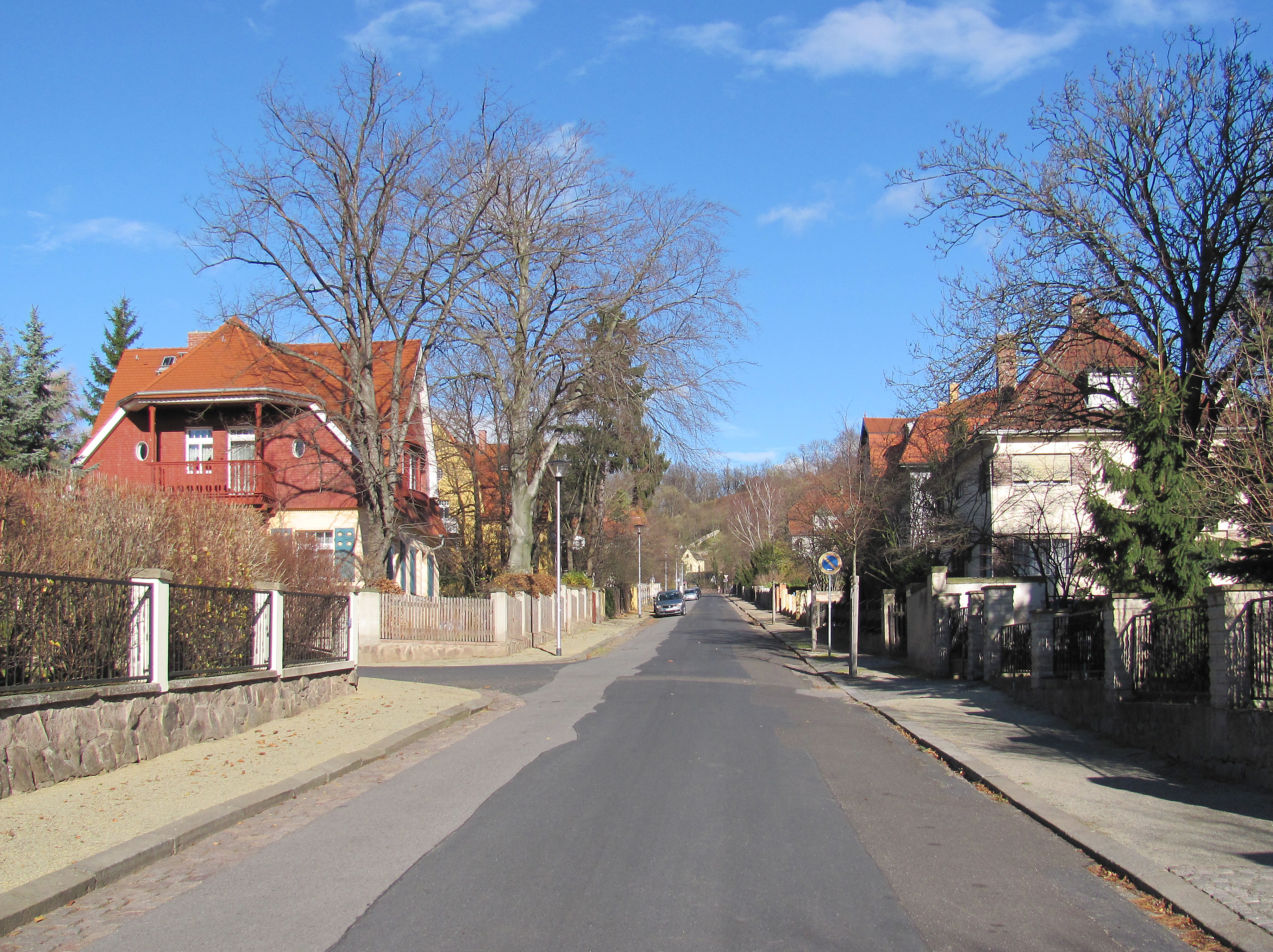
Lindenaustraße Richtung Norden, Kreuzung Prof.-Wilhelm-Ring: links Landhaus Lutzmann, dahinter Lindenaustr. Nr. 7; rechts Nr. 4 und Nr. 6

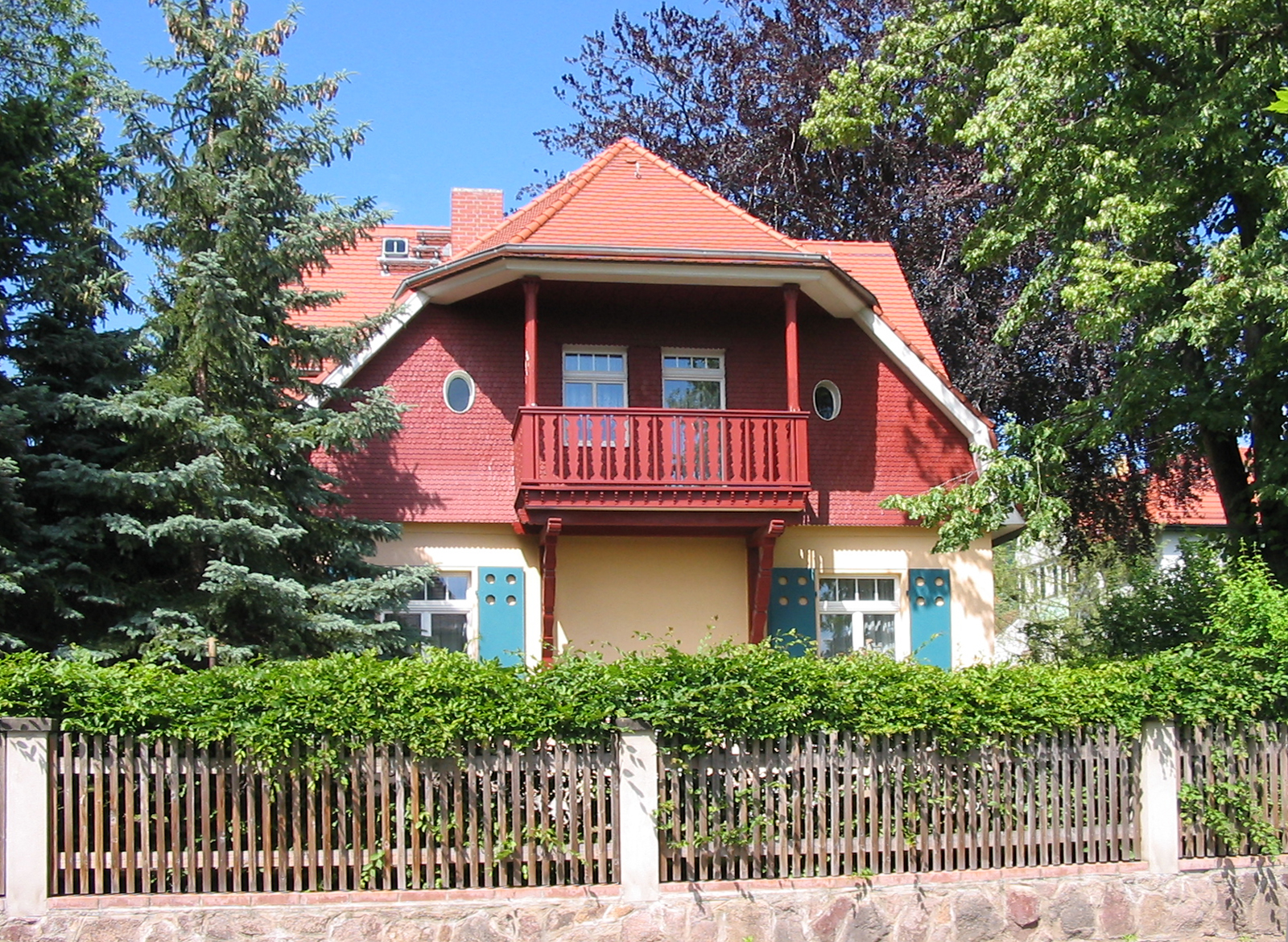
Landhaus Lutzmann, Giebelansicht vom Prof.-Wilhelm-Ring aus

Verkaufsanzeige für ein „Villen-Projekt“ (heute Lindenaustraße 3), 1906

Das zusammen mit seiner Einfriedung unter Denkmalschutz stehende, eingeschossige Landhaus steht traufständig zur Lindenaustraße. Das Dach ist ein Mansard-Satteldach mit geknicktem Giebel. Der differenziert verputzte Bau im Stil der Reformarchitektur hat eine schlichte Lisenengliederung, Giebelflächen mit Schindelbehang sowie Erdgeschossfenster mit Klappläden.
Die Giebelseite nach Süden trägt im Obergeschoss einen Holzbalkon, dieser befindet sich unter dem polygonal vorgezogenen Dachwalm als Wetterschutz.
In der traufseitigen Straßenansicht befindet sich, ebenso wie auf der gegenüberliegenden Hausseite, ein großer Zwerchgiebel, darin ein Doppelfenster in einem viertelkreisig hervorgezogenen Erker. Auf der Nordseite findet sich der Eingang in einem Vorbau mit Austritt obenauf.
Der „bedeutende Bau der Reformarchitektur der Zeit kurz nach 1900“ entspricht in seiner Kubatur dem drei Jahre vorher entstandenen, benachbarten Landhaus Lindenaustraße 7.
Die Einfriedung erfolgt über Lattenzaunfelder zwischen Putzpfeilern mit Abdeckplatten aus Sandstein.

## Geschichte

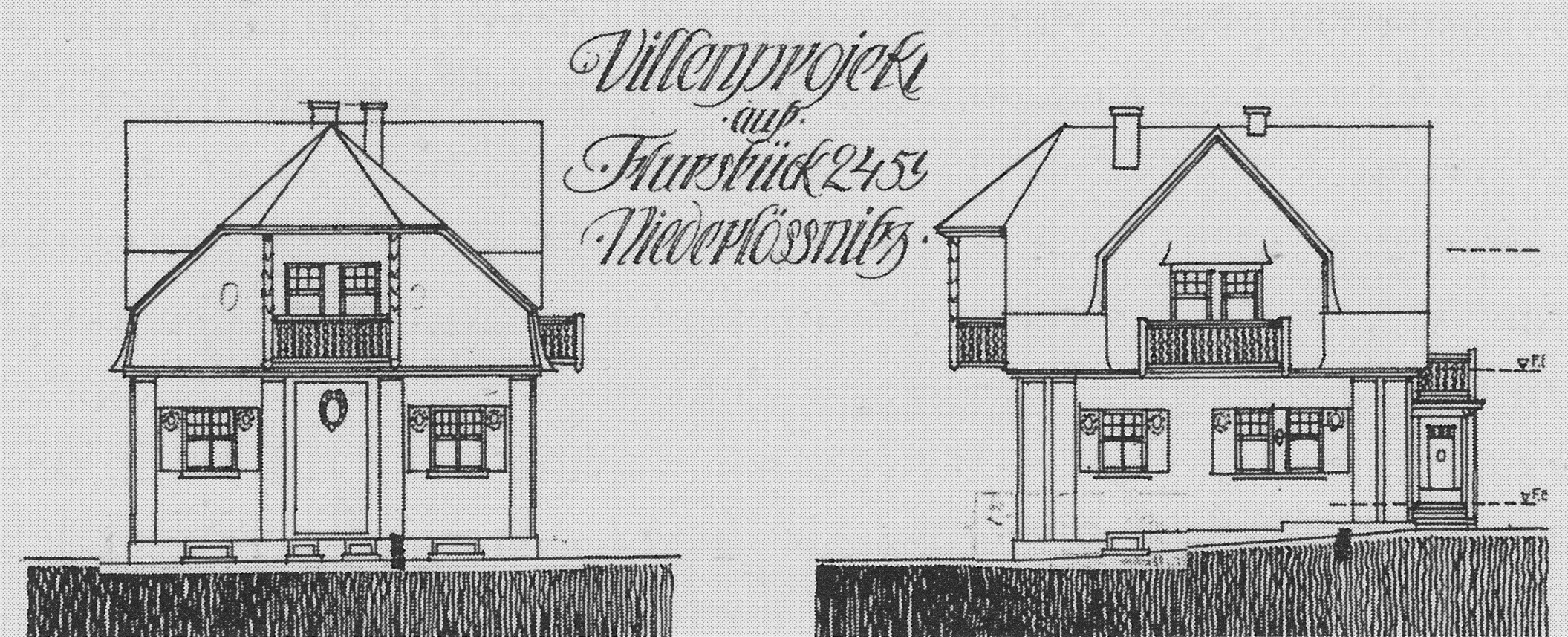
Bauzeichnung, 1906

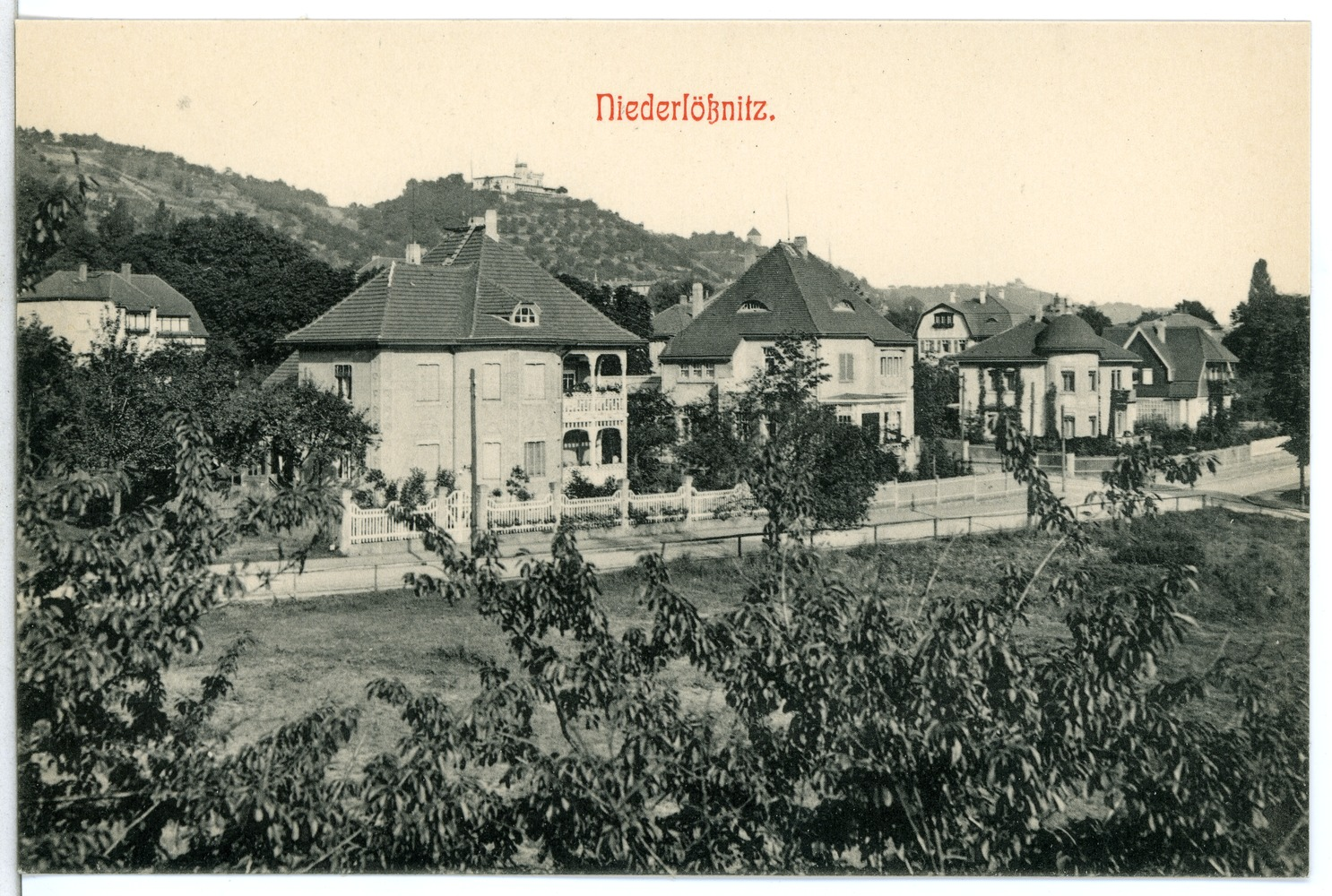
Prof.-Wilhelm-Ring, Kreuzung mit der Ludwig-Richter-Allee (1911): Rechts der Kreuzung steht das Landhaus Paul Nieschke, rechts davon hiesiges Landhaus und links dahinter Landhaus Paul Schramm. Links der Kreuzung: Ludwig-Richter-Allee 27, links davon die Villa von Alfred Sparbert, links hinten Ludwig-Richter-Allee 31

Die Entwicklung der Villenkolonie Altfriedstein schuf parallel zu der bis zum Herrenhaus Altfriedstein verlängerten oberen Ludwig-Richter-Allee eine neue Straße (Planstraße O), die, beginnend an der Einmündung der Planstraße B (oberer Teil des Prof.-Wilhelm-Rings) in die Moritzburger Straße, einem bestehenden Weg entlang der östlichen Arealsgrenze bergab folgend bis zur heutigen Winzerstraße verlief. Nach Fertigstellung des zwischen 1901 und 1903 erfolgten Straßenausbaus wurde diese Straße am 5. Februar 1903 als Lindenaustraße an die Landgemeinde Niederlößnitz übergeben.
Als weiteren Leitbau der Villenkolonie Altfriedstein errichteten Schilling & Graebner 1906 auf eigene Kosten auf einem Eckgrundstück zur Planstraße D, heute unterer Teil des Prof.-Wilhelm-Rings, ein „Villen-Projekt“, das sie vermutlich durch den Dresdner Architekten Oskar Menzel entwerfen ließen. Auf den Bauantrag vom Januar 1906 erfolgte die Rohbaufertigstellung durch die ausführende Baufirma G. Carl & A. Rönitz aus Dresden im April des Jahres. Der Erwerb durch den späteren Eigentümer Friedrich Wilhelm Lutzmann erfolgte im Oktober, sechs Wochen vor der Baurevision am 24. November 1906.